# Tamara Abrosimowa
Tamara Michajłowna Abrosimowa (ros. Тамара Михайловна Абросимова; ur. 1939) – radziecka aktorka, Ludowy Artysta RFSRR.

## Życiorys
W 1963 ukończyłа szkołę-studio MChAT, występowała na scenie Leningradzkiego Teatru im. Komissarżewskiej. Grała również w filmie. W 1988 została wyróżniona tytułem Ludowy Artysta RFSRR .

## Nagrody i odznaczenia
- Ludowy Artysta RFSRR (1988).

## Role filmowe w kinie
- „Sofja Pierowskaja”, 1967;
- „Pro Witiu, pro Maszu i morskuju piechotu”, 1973;
- „Sientimientalnyj roman”, 1976;
- „Ja – aktrisa”, 1980;
- „Srieda obitanija”, 1987[1] .